# Leucopis verticalis
Leucopis verticalis är en tvåvingeart som beskrevs av Malloch 1940. Leucopis verticalis ingår i släktet Leucopis och familjen markflugor.
Artens utbredningsområde är Kalifornien. Inga underarter finns listade i Catalogue of Life.